# Санта-Мария-ди-Леука (мыс)
Санта-Мария-ди-Леука (итал. Capo Santa Maria di Leuca) — мыс в провинции Лечче области Апулия, южная оконечность полуострова Салентина, юго-восточная оконечность Италии, которой с востока оканчивается залив Таранто Ионического моря. Мыс отделяет залив Таранто от пролива Отранто, соединяющего Адриатическое и Ионическое моря:
Италия имеет форму сапога. Капо-Спартивенто — это его носок, Капо-С. Мария — его каблук. Средняя часть подметки образуется из залива Таранто.Аркадий Аверченко, Специалист по военному делу
В античности назывался Саллентинский или Иапигский (Иапигийский, Япигский) мыс (Япигий, др.-греч. Ἰαπυγία ἄκρα, лат. Iapygium, Sallentinum promunturium). По Страбону мыс «делает Италию двухвершинной».
У мыса находится город Леука (Санта-Мария-ди-Леука), относящийся к коммуне Кастриньяно-дель-Капо. В городе находится метеостанция. На мысе построен маяк. Западнее расположен мыс Ристола.